# Flörsheim-Dalsheim
Flörsheim-Dalsheim ist eine Ortsgemeinde im Landkreis Alzey-Worms in Rheinland-Pfalz. Sie gehört der Verbandsgemeinde Monsheim an, deren größte Gemeinde sie mit mehr als 3000 Einwohnern ist.

## Geographie
Die Gemeinde liegt in Rheinhessen.
Die Gemeinde besteht aus den beiden Ortsteilen Nieder-Flörsheim und Dalsheim. Dalsheim wurde früher als Flecken bezeichnet, daher rührt der Name der das Dorf umgebenden Fleckenmauer.

## Geschichte
Die Gemeinde Flörsheim-Dalsheim entstand am 7. Juni 1969 durch Neubildung aus den beiden aufgelösten Gemeinden Dalsheim und Nieder-Flörsheim.
Mit dem Ortsnamen Flörsheim ist auch das Adelsgeschlecht Flersheim verbunden.
In Dalsheim bekamen ab 766 die Klöster Lorsch und Gorze reichen Grundbesitz (Quellen: CL II 1121ff, Cartulaire de l´abbaye de Gorze 11 + 32).
In Flörsheim schenkten fromme Leute dem Kloster Lorsch ab 768 viele Güter (Quelle: CL II 1411ff.). 
Das Kloster Otterberg war nach seiner Gründung 1143 sowohl in Flörsheim als auch in Dalsheim begütert.

## Politik

### Gemeinderat
Der Gemeinderat in Flörsheim-Dalsheim besteht aus 20 Ratsmitgliedern, die bei der Kommunalwahl am 9. Juni 2024 in einer personalisierten Verhältniswahl gewählt wurden, und dem ehrenamtlichen Ortsbürgermeister als Vorsitzendem.
Die Sitzverteilung im Gemeinderat:
| Wahl | SPD | CDU | FDP | Grüne | FWG | Gesamt   |
| ---- | --- | --- | --- | ----- | --- | -------- |
| 2024 | 11  | –   | 3   | 2     | 4   | 20 Sitze |
| 2019 | 10  | –   | 2   | 2     | 6   | 20 Sitze |
| 2014 | 8   | 3   | 1   | –     | 8   | 20 Sitze |
| 2009 | 7   | 1   | 2   | 1     | 9   | 20 Sitze |
| 2004 | 8   | 2   | 1   | 1     | 8   | 20 Sitze |
| 1999 | 9   | 2   | 2   | 1     | 6   | 20 Sitze |
| 1994 | 11  | 2   | 1   | 1     | 5   | 20 Sitze |
| 1989 | 7   | –   | 2   | 1     | 5   | 15 Sitze |
| 1984 | 6   | –   | 1   | –     | 8   | 15 Sitze |

### Ortsbürgermeister
- Kurt Becker (1969–1974)
- Emil Göhring, FWG (1974–1989)
- Gerhard Rohrwick, SPD (1989–2004)
- Volker Henn, FWG (2004–2019)
- Tobias Rohrwick, SPD (seit 2019)

Bei der Direktwahl am 26. Mai 2019 wurde Tobias Rohrwick mit einem Stimmenanteil von 73,22 % gewählt und damit Nachfolger von Volker Henn, der nach 15 Jahren im Amt nicht mehr kandidiert hatte. Bei der Direktwahl am 9. Juni 2024 wurde Rohrwick als einziger Bewerber mit 82,5 % für weitere fünf Jahre in seinem Amt bestätigt.

### Wappen
|                               | Flörsheim-Dalsheim |
| Wappen von Flörsheim-Dalsheim | Blasonierung: „In Schwarz über zwei Schilden ein rotbewehrter, -gezungter und -gekrönter goldener Löwe; der rechte Schild in Rot, darin der nimbierte Heilige Johannes in Silber, ein silbernes Lamm auf dem rechten Arm haltend; der linke Schild von Silber und Blau gerautet.“ |
| Wappen von Flörsheim-Dalsheim | |

|                               | Dalsheim |
| Wappen von Flörsheim-Dalsheim | Blasonierung: „In Schwarz zwei übereck zueinander geneigte silbern-blau gerautete-Schilde, darüber ein nach rechts schreitender rotbewehrter goldener Löwe.“ |
| Wappen von Flörsheim-Dalsheim | |

|                               | Nieder-Flörsheim |
| Wappen von Flörsheim-Dalsheim | Blasonierung: „In geteiltem Schild oben in Schwarz ein wachsender rotgekrönter und rotbewehrter goldener Löwe, unten blau-silber-rot geteilt.“ |
| Wappen von Flörsheim-Dalsheim | |

### Partnergemeinde
- Garons, Region Okzitanien, Frankreich (seit 2013)

## Kultur und Sehenswürdigkeiten

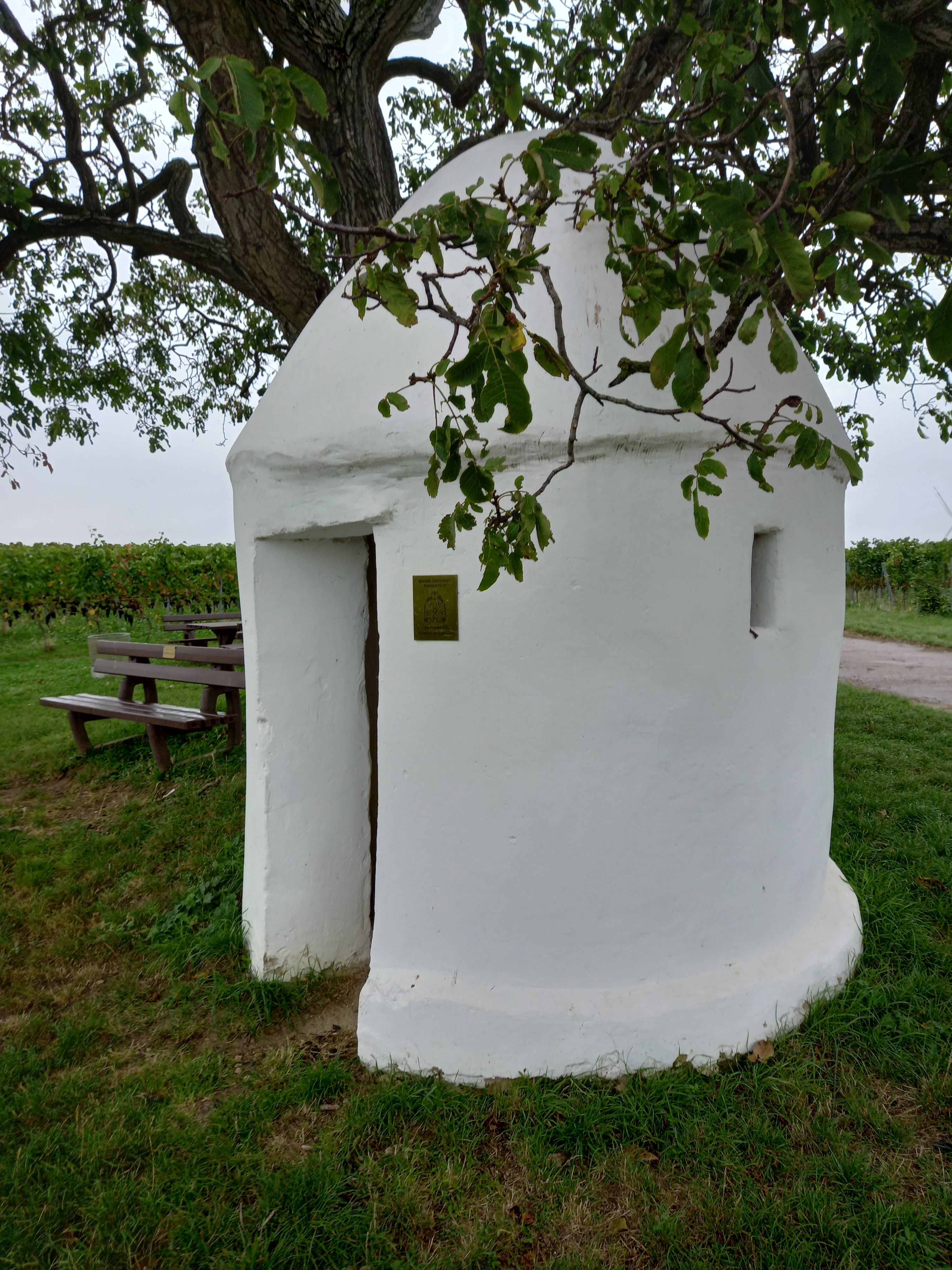
Trullo am Nussbaum westlich von Dalsheim inmitten von Weingärten

### Landwirtschaft
Flörsheim-Dalsheim zählt zu den größten Weinbaugemeinden in Rheinhessen. Seine Einzellagen befinden sich in der Großlage Burg Rodenstein des Weinbaugebiets Rheinhessen und sind der Dalsheimer Hubacker, das Sauloch, die Steig, der Bürgel, der Goldberg sowie der Frauenberg. Herausragende Erzeuger sind Weingut Keller und das Sekthaus Raumland.

### Bauwerke

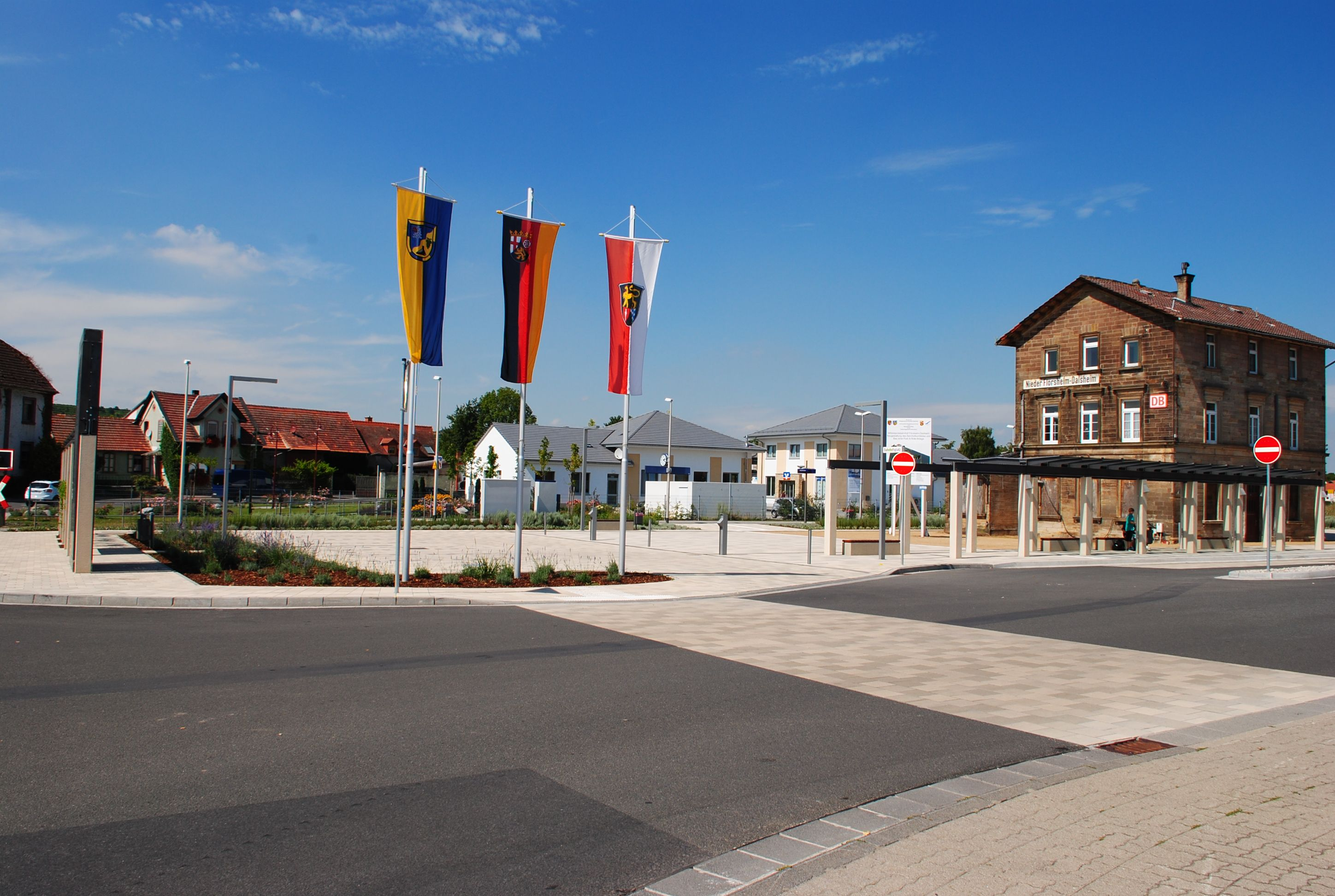
Bahnhofsvorplatz von Flörsheim-Dalsheim im Jahre 2011

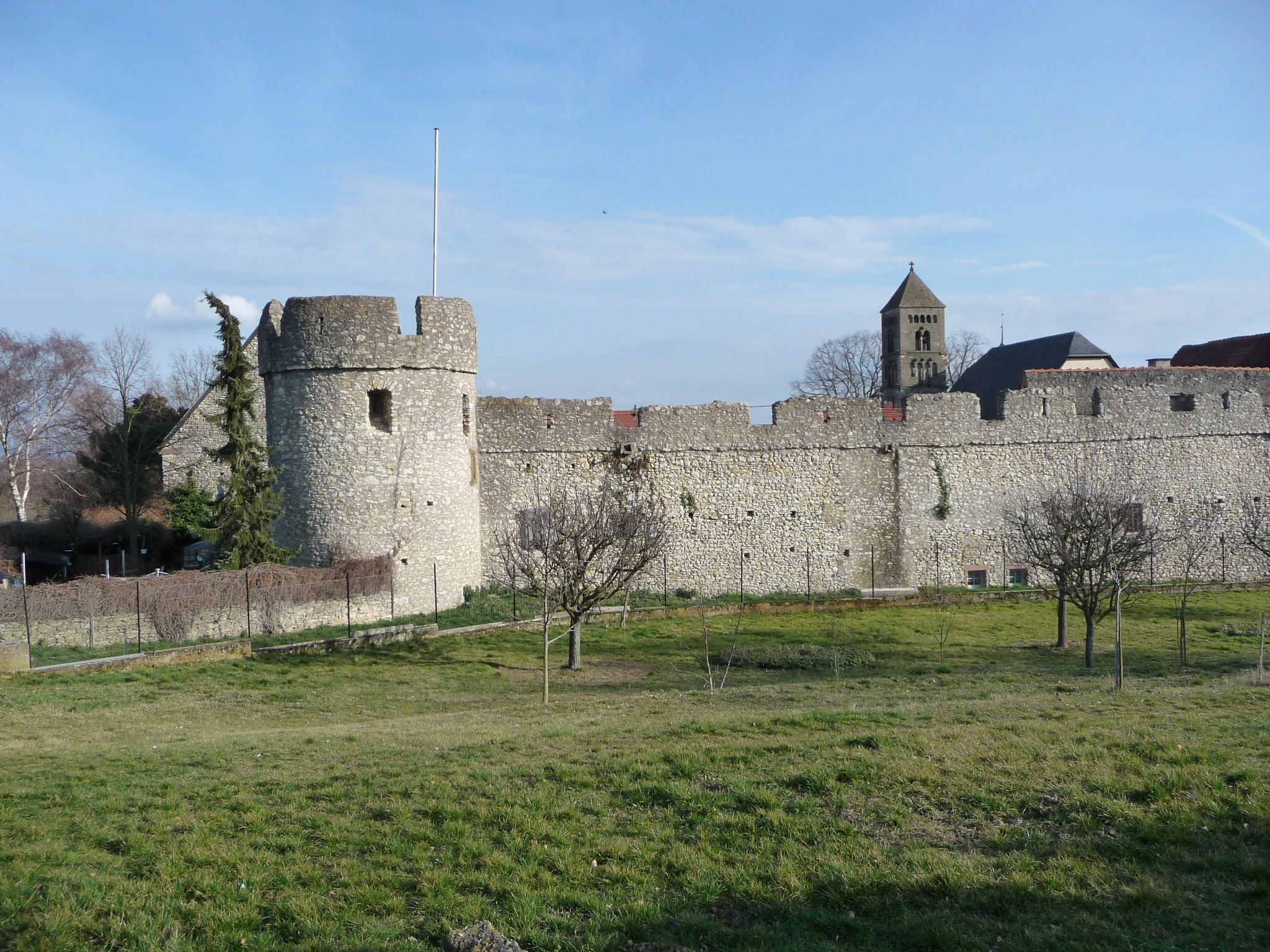
Fleckenmauer

Ein Merkmal des Wonnegaus ist die große Anzahl von Trulli, von denen sich einige in Flörsheim-Dalsheim befinden.
In den Jahren 2011/2012 wurde der Bahnhofsvorplatz der Gemeinde komplett umgestaltet und durch die Ansiedlung von Geschäften, Bankfilialen und kleinen Dienstleistern zu einem sog. Mittelstandsbahnhof erweitert.

### Fleckenmauer
Die über einen Kilometer lange Fleckenmauer umschließt den historischen Kern des Ortsteils Dalsheim. Sie wurde Ende des 15. Jahrhunderts erbaut und ist fast vollständig erhalten. Seit 1988 findet alle vier Jahre das Fleckenmauerfest statt.

### Bildung
In Flörsheim-Dalsheim gibt es eine Realschule plus sowie einen evangelischen Kindergarten im Ortsteil Dalsheim und eine Kindertagesstätte im Ortsteil Nieder-Flörsheim.

### Regelmäßige Veranstaltungen
- Nieder-Flörsheimer Markt: Weinevent im Ortsteil Flörsheim, jeweils am 3. Wochenende im August
- Dalsheimer Kerwe: Weinfest anlässlich der Kirchweihe, jeweils am 2. Wochenende im September
- Fleckenmauerfest: Alle 4 Jahre feiert Flörsheim-Dalsheim das historische Fleckenmauerfest im Ortskern von Dalsheim, der von der Fleckenmauer umschlossen ist.[9]

## Verkehr
An der Bahnstrecke Worms–Bingen Stadt hat Flörsheim-Dalsheim den Haltepunkt Nieder Flörsheim-Dalsheim.

## Söhne und Töchter der Gemeinde
- Philipp Biedert (1847–1916), deutscher Kinderarzt; Erfinder des Biedertschen Rahmgemenges, eines Ersatzstoffes für Frauenmilch
- Philip Diehl (1847–1913), deutsch-US-amerikanischer Erfinder und Ingenieur
- Philipp Müller (1869–1918), Maler
- Philipp Obenauer (1889–1966), hessischer Politiker (DDP) und ehemaliger Abgeordneter des Landtags des Volksstaates Hessen in der Weimarer Republik
- Georg Friedrich Obenauer (* 3. Juni 1902 Nieder-Flörsheim; † 7. Juli 1961), Schulleiter in Dalsheim, Heimatforscher.
- Lothar Leder (* 1971), deutscher Profi-Triathlet und erster Mensch, der die Ironman-Distanz unter 8 Stunden bewältigte
- Patrick Baum (* 1987), Profi-Tischtennisspieler und Junioreneuropameister 2005 sowie Vize-Europameister 2010 und 2011